# 霍童溪

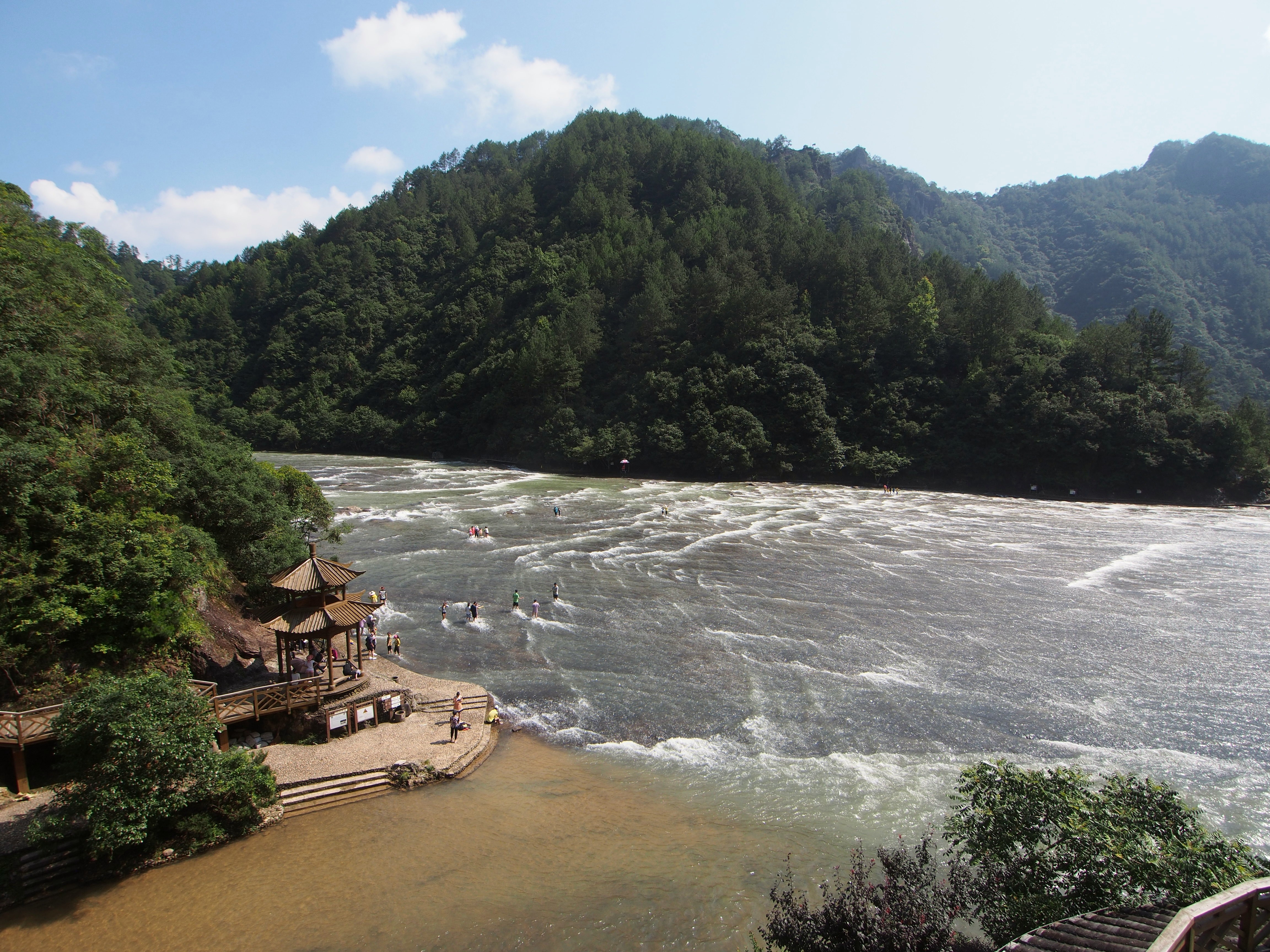
白水洋景区内的浅水广场河段

霍童溪，位于中华人民共和国福建省东北部沿海的一条河流。源流称翠溪，发源于政和县东南部杨源乡筠竹坑村以北鹫峰山南端桃坪林场一带，蜿蜒向东南流，于屏南县双溪镇岩后村起成为屏南、政和、周宁之间的界河，此段也称叉溪或鸳鸯溪，至周宁县礼门乡后垅村又称后垄溪，过宁德市蕉城区洪口水库后干流始称“霍童溪”，干流继续向东南流经蕉城区霍童镇、九都镇、八都镇等地，于八都镇金垂村注入三沙湾。河长126千米，流域面积2244平方千米，河道平均比降6.2‰，年均径流量30亿立方米。